# Kāghlū Gūzlū
Kāghlū Gūzlū är en ort i Iran.   Den ligger i provinsen Östazarbaijan, i den nordvästra delen av landet, 500 km nordväst om huvudstaden Teheran. Kāghlū Gūzlū ligger 354 meter över havet och antalet invånare är 348.
Terrängen runt Kāghlū Gūzlū är kuperad västerut, men österut är den platt. Runt Kāghlū Gūzlū är det ganska glesbefolkat, med 42 invånare per kvadratkilometer. Närmaste större samhälle är Gūn Gowrmez, 19,7 km nordväst om Kāghlū Gūzlū. Trakten runt Kāghlū Gūzlū består till största delen av jordbruksmark.